# Col Chilkoot
Pour les articles homonymes, voir Chilkoot.
Le col Chilkoot (ou Chilkoot Pass en anglais) est un col de montagne qui passe à travers la chaîne Côtière à la frontière entre l'Alaska (États-Unis) et la province de Colombie-Britannique (Canada). Il est le point culminant de la piste Chilkoot qui mène de la ville de Dyea au lac Bennett, en Colombie-Britannique.

## Toponymie
Le nom Chilkoot vient d'une déformation du nom des Indiens Chilkat, appartenant à la nation Tlingit. Ils donnèrent également leur nom à la Chilkat River. Le Chilkoot Trail était la route utilisée par les Tlingits pour le commerce des tissus vers le nord avec les Nahanis le long du fleuve Yukon, puis plus tard pour les échanges avec le personnel de la Compagnie de la Baie d'Hudson.

## Topographie

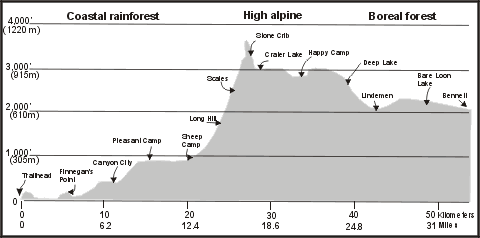
Profil topographique du col Chilkoot.

Le col Chilkoot est un col très escarpé. Point culminant de la piste Chilkoot, il s'élève à 1 067 mètres d'altitude. Cependant, la pente n'est importante que sur le dernier kilomètre, l'altitude augmente de 300 mètres sur les 800 derniers mètres (soit une pente de 37,5 %).
Le col de Chilkoot se situe à 12 kilomètres à l'ouest de Skagway et à 53 kilomètres du lac Bennett.

## Histoire

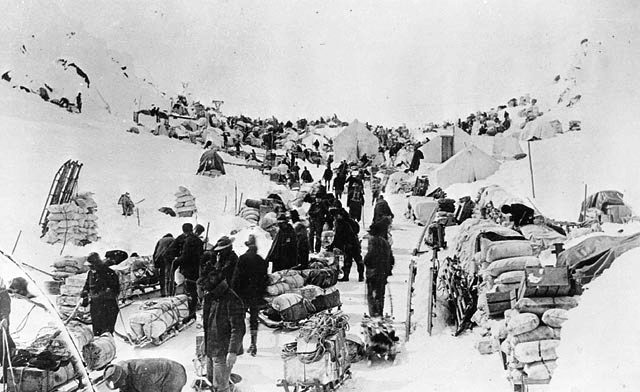
Poste de la Police montée au col en 1898.

En 1883, le gouvernement américain décida l'envoi d'une expédition au Yukon, sans avertir le Canada, afin de cartographier la région et d'évaluer la situation des Amérindiens. Irrité par cette action, le gouvernement canadien envoie, en 1887, William Ogilvie par le col Chilkoot pour établir le 141e méridien au fleuve Yukon.
Pendant la ruée vers l'or du Klondike, entre 20 000 et 30 000 personnes traversèrent le col (1897-1898). Un flux continu de personnes l'empruntaient, de jour comme de nuit, et il fallait parfois attendre jusqu'à 4 heures pour pouvoir le gravir. La Police montée du Nord-Ouest y établit un poste pour assurer l'ordre, percevoir un droit de passage et s'assurer que chacun ait suffisamment de provisions pour un an, et ainsi éviter les disettes et les famines.
Le 3 avril 1898, une série de terribles avalanches eurent lieu sur le col Chilkoot, tuant entre 48 et 70 personnes selon les sources.
En 1897-1898,  trois téléphériques furent construits, ainsi que plusieurs ascenseurs, pour franchir le col et se rendre à Bennett. Malgré cela la fréquentation du col Chilkoot baissa grandement après la construction du chemin de fer sur le col White, qui fut terminé en 1900.
Dans les années 1960, le gouvernement du Yukon et l'US National Park Service réaménagèrent un sentier pédestre sur le Chilkoot, le « Trail of 98 », et des refuges furent construits pour accueillir les touristes.

## Dans la culture

### Littérature
Le col tel qu'il est décrit par Jack London (en anglais) :
« Take the oath again, Daylight, the same voice cried.

I sure will. I first come over Chilcoot in '83. I went out over the Pass in a fall blizzard, with a rag of a shirt and a cup of raw flour. I got my grub-stake in Juneau that winter, and in the spring I went over the Pass once more. And once more the famine drew me out. Next spring I went in again, and I swore then that I'd never come out till I made my stake. Well, I ain't made it, and here I am. And I ain't going out now. I get the mail and I come right back.  I won't stop the night at Dyea. I'll hit up Chilcoot soon as I change the dogs and get the mail and grub. And so I swear once more, by the mill-tails of hell and the head of John the Baptist, I'll never hit for the Outside till I make my pile. And I tell you-all, here and now, it's got to be an almighty big pile. »
— Jack London, Radieuse Aurore
Le passage du col de Chilkoot est aussi un épisode du roman de Jules Verne, Le Volcan d'or :

« Toujours la même foule grouillante et tumultueuse, toujours les mêmes obstacles qui rendent cette trace du Chilkoot si pénible (...) Puis, triste spectacle, ce n'était pas seulement des cadavres d'animaux que l'on voyait jetés çà et là au pied des talus. Il n'était pas rare de voir quelque pauvre émigrant tué par le froid et la fatigue, abandonné sous les arbres, au fond des précipices et qui n'aurait même pas une tombe ! »

— Jules Verne, Le Volcan d'or
Le col est également l'un des décors de l'album de Lucky Luke, le Klondike et de la bande dessinée  La fille du Yukon tome 1 : « Les escaliers d'or ».
Dans l'épisode 8 de La Jeunesse de Picsou, L'Empereur du Klondike, Balthazar Picsou passe ce col dans la file des chercheurs d'or.

### Cinéma
Dans le film La Ruée vers l'or (The Gold Rush), comédie dramatique américaine de Charlie Chaplin, sortie le 26 juin 1925, Charlot escalade le col Chilkoot.
Le franchissement hivernal du col Chilkoot par le jeune protagoniste est l'une des scènes du début du film américain Croc-Blanc sorti en 1991, adaptation du roman Croc-Blanc de Jack London.
La série Klondike commence dans son 1er épisode avec une avalanche au col.